# Taxillus
Taxillus är ett släkte av tvåhjärtbladiga växter. Taxillus ingår i familjen Loranthaceae.

## Dottertaxa tillTaxillus, i alfabetisk ordning[1]
- Taxillus assamicus
- Taxillus baviensis
- Taxillus bracteatus
- Taxillus caloreas
- Taxillus chinensis
- Taxillus courtallensis
- Taxillus cuneatus
- Taxillus delavayi
- Taxillus gibbosus
- Taxillus gracilifolius
- Taxillus incanus
- Taxillus kaempferi
- Taxillus levinei
- Taxillus limprichtii
- Taxillus liquidambaricola
- Taxillus nigrans
- Taxillus pseudochinensis
- Taxillus recurvus
- Taxillus robinsonii
- Taxillus sclerophyllus
- Taxillus sericus
- Taxillus sutchuenensis
- Taxillus theifer
- Taxillus thelocarpa
- Taxillus thibetensis
- Taxillus thuducensis
- Taxillus tomentosus
- Taxillus umbellifer
- Taxillus vestitus
- Taxillus wiensii
- Taxillus yadoriki
- Taxillus zenii